# An Bình, Châu Thành (Tây Ninh)
An Bình là một xã thuộc huyện Châu Thành, tỉnh Tây Ninh, Việt Nam.

## Địa lý
Xã An Bình nằm ở phía đông nam huyện Châu Thành, có vị trí địa lý:
- Phía bắc giáp xã Thái Bình
- Phía nam giáp xã Ninh Điền và sông Vàm Cỏ Đông
- Phía đông giáp xã Thanh Điền
- Phía tây giáp xã Trí Bình và thị trấn Châu Thành.

Xã An Bình có diện tích 21,84 km², dân số năm 2019 là 6.343 người, mật độ dân số đạt 290 người/km².

## Hành chính
Xã An Bình được chia thành 4 ấp: Thanh An, Thanh Bình, An Điền, An Hòa.

## Lịch sử
Trước đây, địa bàn xã An Bình là một phần của xã Thanh Điền.
Ngày 12 tháng 1 năm 2004, Chính phủ ban hành Nghị định 21/2004/NĐ-CP. Theo đó, thành lập xã An Bình trên cơ sở 2.221 ha diện tích tự nhiên và 6.485 nhân khẩu của xã Thanh Điền.